# Božena Procházková
Božena Procházková (6. ledna 1918 – ?) byla česká a československá politička Komunistické strany Československa a poúnorová poslankyně Národního shromáždění ČSR, Národního shromáždění ČSSR a Sněmovny lidu Federálního shromáždění.

## Biografie
Ve volbách roku 1954 byla zvolena za KSČ do Národního shromáždění ve volebním obvodu Židlochovice. Mandát obhájila ve volbách v roce 1960 (nyní již jako poslankyně Národního shromáždění ČSSR za Jihomoravský kraj) a ve volbách v roce 1964. V Národním shromáždění zasedala až do konce jeho funkčního období v roce 1968.
11. sjezd KSČ ji zvolil za členku Ústředního výboru Komunistické strany Československa.
Po federalizaci Československa usedla roku 1969 za KSČ do Sněmovny lidu Federálního shromáždění (volební obvod Mikulov). V parlamentu setrvala do konce jeho funkčního období, tedy do voleb v roce 1971.
V roce 1953 byla jmenována ředitelkou osmileté ZDŠ v obci Pohořelice. V této obci taktéž zastávala k roku 1954 funkci předsedkyně MNV. I k roku 1968 se profesně uvádí jako ředitelka ZDŠ.